# Back Street Girls
Back Street Girls (バックストリートガールズ, Bakku Sutorīto Gāruzu) est un manga de Jasmine Gyuh.
Il est prépublié dans le magazine seinen Weekly Young Magazine de Kōdansha entre mars 2015 et septembre 2018 et compilé en 12 volumes.
La série suit l'histoire de trois hommes yakuzas forcés par leur patron à devenir un groupe d'idol féminines.
Une adaptation en série télévisée animée de 10 épisodes sous le titre  Back Street Girls: Gokudols, produite par J.C.Staff et réalisée par Chiaki Kon, est diffusée de juillet à septembre 2018 au Japon. Une adaptation en live-action éponyme (en) sort en février 2019.

## Histoire
Kentaro, Ryo et Kazuhiko sont trois yakuzas. Après un énième échec, leur patron, Inugane, les force à faire un choix : soit ils se font seppuku pour que leurs organes sont vendus, soit ils font une transition de genre pour devenir des idoles. Ils choisissent cette dernière option et sous les noms d’Airi, Mari et Chika, forment le groupe des Gokudols.

## Personnages
Airi Yamamoto (山本 アイリ, Yamamoto Airi) / Kentaro Yamamoto (山本 健太郎, Yamamoto Kentaro)
Voix japonaise : Yuka Nukui (ja)
Mari Tachibana (立花 マリ, Tachibana Mari) / Ryo Tachibana (立花 リョウ, Tachibana Ryō)
Voix japonaise : Kaori Maeda (ja)
Chika Sugihara (杉原 チカ, Sugihara Chika) / Kazuhiko Sugihara (杉原 和彦, Sugihara Kazuhiko)
Voix japonaise : Hikaru Akao (ja)
Lina (リナ) / George (ジョージ)
Kimanjiro Inugane (犬金 鬼万次郎, Inugane Kimanjiro)
Mandarin Kinoshita (マンダリン 木下, Mandarin Kinoshita)
Kōji Nagata (永田 晃司, Nagata Kōji)
Kimura (木村, Kimura)
Voix japonaise : Natsuki Hanae
Natsuko Tanaka (田中 なつ子, Tanaka Natsuko)
Voix japonaise : Kimiko Saitō (ja)
Yui Nakamura (中村 結衣, Nakamura Yui)
Voix japonaise : Ayumi Mano (ja)

## Médias

### Manga
Back Street Girls est écrit et illustré par Jasmine Gyuh. La série est prépubliée dans le Weekly Young Magazine de Kōdansha du 16 mars 2015 au 15 septembre 2018 et publiée au format tankōbon en un total de 12 volumes sortis entre le 6 août 2015 et le 3 janvier 2019,.
Le manga est licencié en anglais par Kodansha USA.
| no | Japonais         | Japonais          | Français         | Français      |
| no | Date de sortie   | ISBN              | Date de sortie   | ISBN          |
| -- | ---------------- | ----------------- | ---------------- | ------------- |
| 1  | 6 août 2015      | 978-4-06-382649-4 | 24 mai 2017      | 9782302062283 |
| 2  | 4 décembre 2015  | 978-4-06-382711-8 | 23 août 2017     | 9782302064034 |
| 3  | 4 mars 2016      | 978-4-06-382742-2 | 22 novembre 2017 | 9782302064850 |
| 4  | 6 juillet 2016   | 978-4-06-382808-5 | 21 février 2018  | 9782302065451 |
| 5  | 6 octobre 2016   | 978-4-06-382859-7 | 24 octobre 2018  | 9782302071179 |
| 6  | 6 février 2017   | 978-4-06-382903-7 | 20 février 2019  | 9782302073944 |
| 7  | 2 mai 2017       | 978-4-06-382963-1 | 20 novembre 2019 | 9782302083349 |
| 8  | 6 septembre 2017 | 978-4-06-510151-3 | 25 mai 2022      | 9782302083349 |
| 9  | 6 décembre 2017  | 978-4-06-510541-2 | 27 décembre 2023 | 9782302099845 |
| 10 | 6 mars 2018      | 978-4-06-511078-2 | 4 septembre 2024 | 9782302103160 |
| 11 | 6 juin 2018      | 978-4-06-511761-3 | 20 août 2025     | 9782302103177 |
| 12 | 4 janvier 2019   | 978-4-06-514159-5 |                  |               |

### Anime

Logo de la série animée sur Netflix.

Une adaptation en série télévisée animée produite par J.C.Staff et réalisée par Chiaki Kon sur un scénario de Susumu Yamakawa et une direction sonore de Jin Aketagawa est diffusée entre le 4 juillet et le 5 septembre 2018 sur BS11, Tokyo MX et MBS. La série est licenciée par Netflix.

### Film
Un film en prises de vues réelles, intitulé Back Street Girls: Gokudols et réalisé par Keinosuke Hara, est présenté en première le 3 juillet 2018 au Japon,. Les acteurs du film sont également revenus pour une série télévisée en direct de six épisodes diffusée pour la première fois le 17 février 2019.